# Обервезер
Обервезер (њем. Oberweser) општина је у њемачкој савезној држави Хесен. Једно је од 29 општинских средишта округа Касел. Према процјени из 2010. у општини је живјело 3.470 становника. Посједује регионалну шифру (AGS) 6633021.

## Географски и демографски подаци
Обервезер се налази у савезној држави Хесен у округу Касел. Општина се налази на надморској висини од 121 метра. Површина општине износи 41,2 km². У самом мјесту је, према процјени из 2010. године, живјело 3.470 становника. Просјечна густина становништва износи 84 становника/km².

## Међународна сарадња
| Мјесто | Држава   | Врста сарадње | Од    |
| ------ | -------- | ------------- | ----- |
| Адоњ   | Мађарска | партнерство   | 1995. |
| Извор  |          |               |       |